# 陳侃 (民國)
陳侃，(1901年—1949年5月3日)，原名啟宇，字公我。廣東省興寧人。北大預科、日本士官學校肄業。

## 生平
陳侃1901年生，陳生下僅十天，其母袁氏死於難產。其父陳史安只好把他送去給大姑家寄養，陳侃小時雙目炯炯有神，在群童中馳逐嬉戲，攀崖爬樹，為童群之冠，人皆呼之為雀鷂眼。陳侃10歲時，又被送回老家撫養。
1915至1923年間，陳侃在義正小學讀書。小學畢業升入縣立中學讀書時，父親無能力供他讀書，其叔父陳奕庭資助他讀完中學。
1924年，進入北大預科就讀，翌年東渡日本就讀日本士官學校。
1926年，回國參加北伐，入張發奎第四軍黃琪翔團任作戰參謀，汀四橋之役依據情報擬訂夜襲計畫立功。淞滬會戰時任第四軍九十師二〇七旅旅長，武漢會戰時任九十師師長。
1944年6月，在第九戰區岳麓山陣地失陷而被撤職。后加入民革。
1949年，奉中共指示赴潮安縣策反舊部，5月25日從香港赴汕頭，一下飛機就被粵東剿匪總司令喻英奇逮捕處決。中共建政後被追認為「革命烈士」。